# Leon Szamojlovics Bakszt
Leon Szamojlovics Bakszt (eredeti neve: Lev Schmule Rozenberg; Hrodna /ma Fehéroroszország/, 1866. május 10. — Rueil-Malmaison, 1924. december 27.) zsidó származású orosz festő, grafikus, díszlettervező és könyvillusztrátor.

## Életútja, munkássága
Szegény zsidó családban született. Önként járt a képzőművészeti főiskolára, közben képezte magát, az iskolát nem találta jónak. Folyóiratokat, könyveket illusztrált. 1889-ben lett kiállító művész, az 1890-es években akvarelleket állított ki, ugyanebben az időszakban felváltva tartózkodott Párizsban és Szentpéterváron. Ez az utazás a két főváros közt nemcsak a művészetek miatt volt, hanem azért is, mert ő mint zsidó származású ember ideiglenes tartózkodási engedélyeket kapott az Orosz Birodalomban.
1898-ban csatlakozott a Művészetek világa munkacsoporthoz, amelynek alapítói és vezetői Alekszandr Nyikolajevics Benois művészettörténész, Szergej Pavlovics Gyagilev balettigazgató és Valentyin Alekszandrovics Szerov festő voltak. 
Bakszt kiváló volt portréfestőnek is, de legismertebbek kecses, szecessziós ízlésű zsánerképei és dekoratív grafikái, valamint Gyagilev balettigazgató Cári Orosz Balettszínháza számára készített díszletei és kosztümjei. Végül munkássága a 20. század elejétől világhíressé váló orosz baletthez kötődött, dekoratív alkotásaival az orosz balett sikerre vitelét segítette.
Leghíresebb tanítványa Marc Chagall volt.

## Galéria

### Balettfigurák

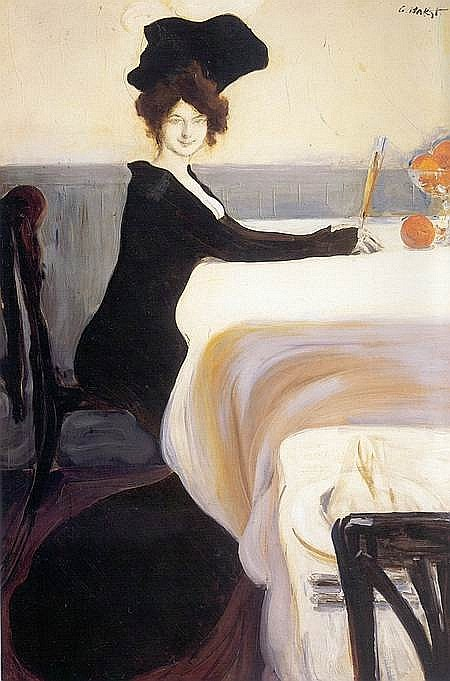
Vacsora (1902)
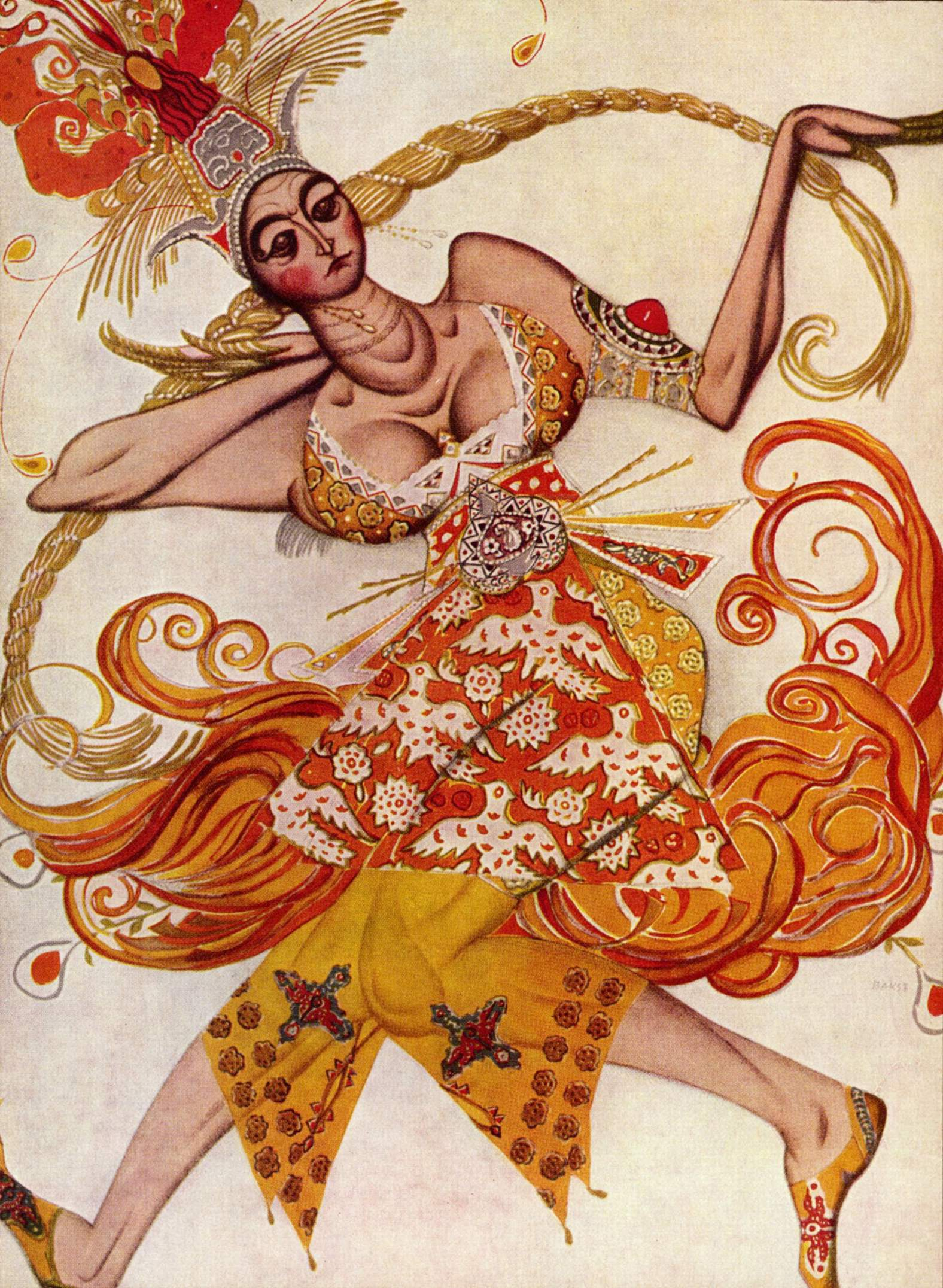
Balett figura (1910)
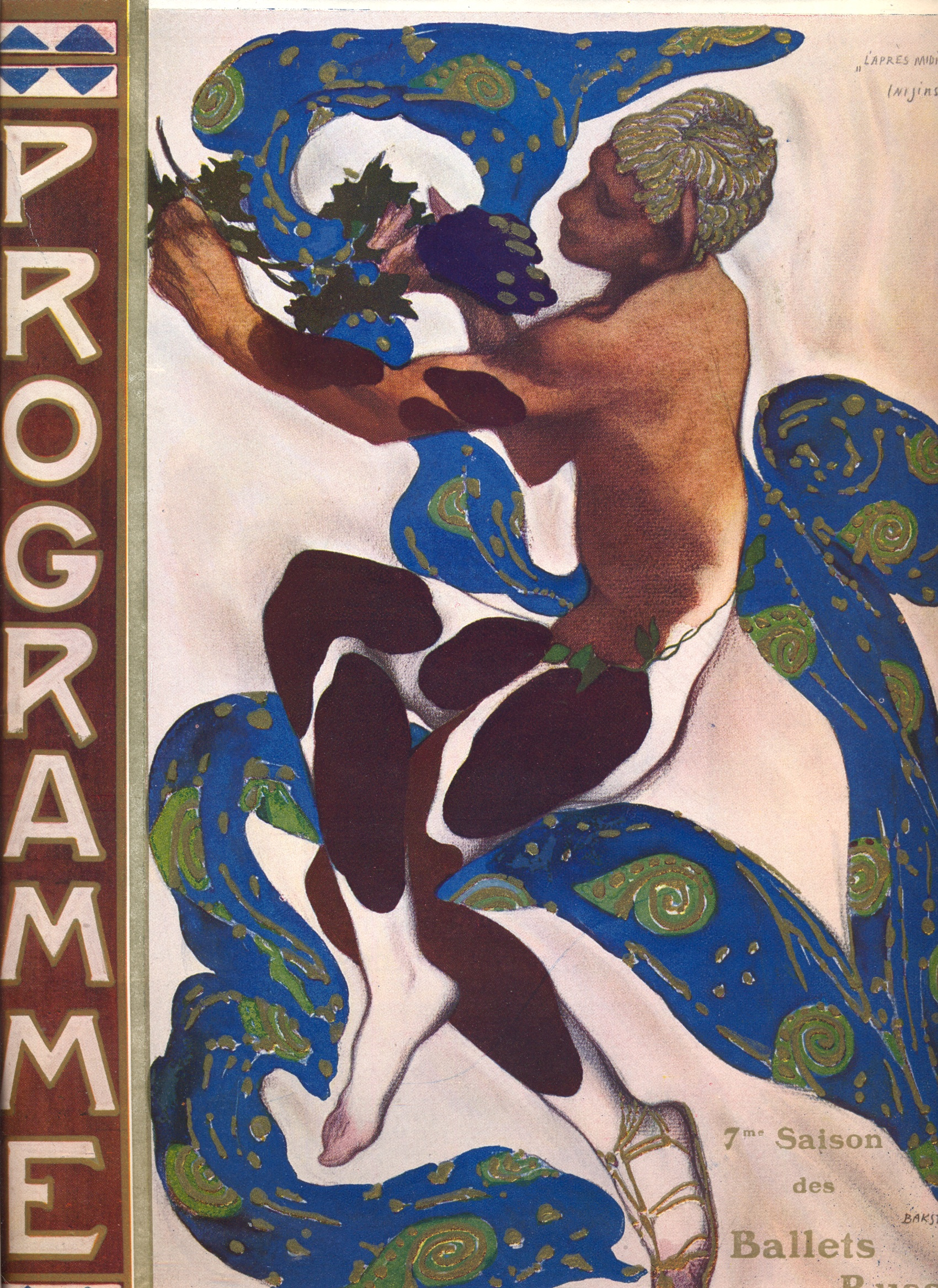
Egy faun délutánja (1912)
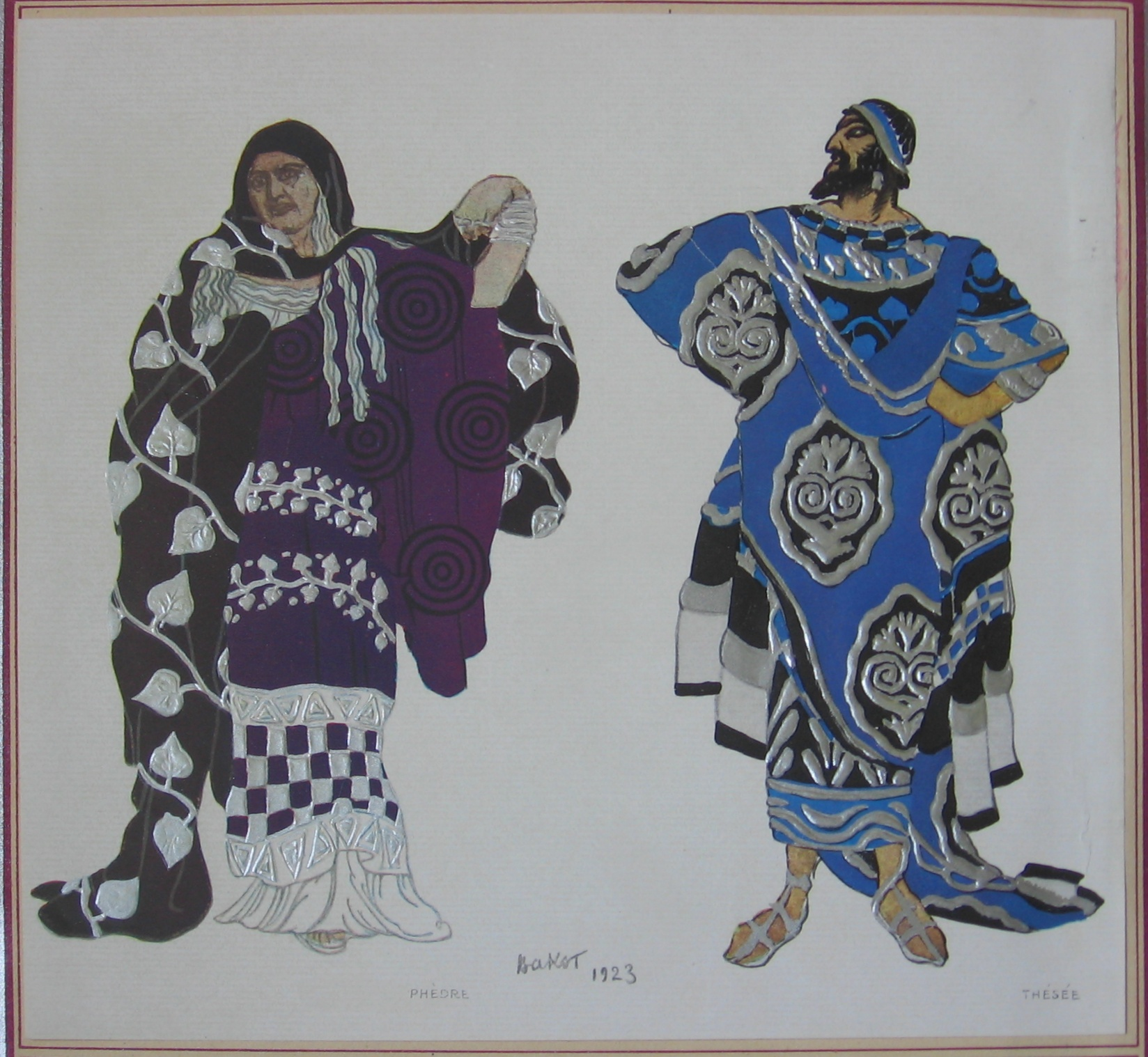
Phaedra és Thészeusz
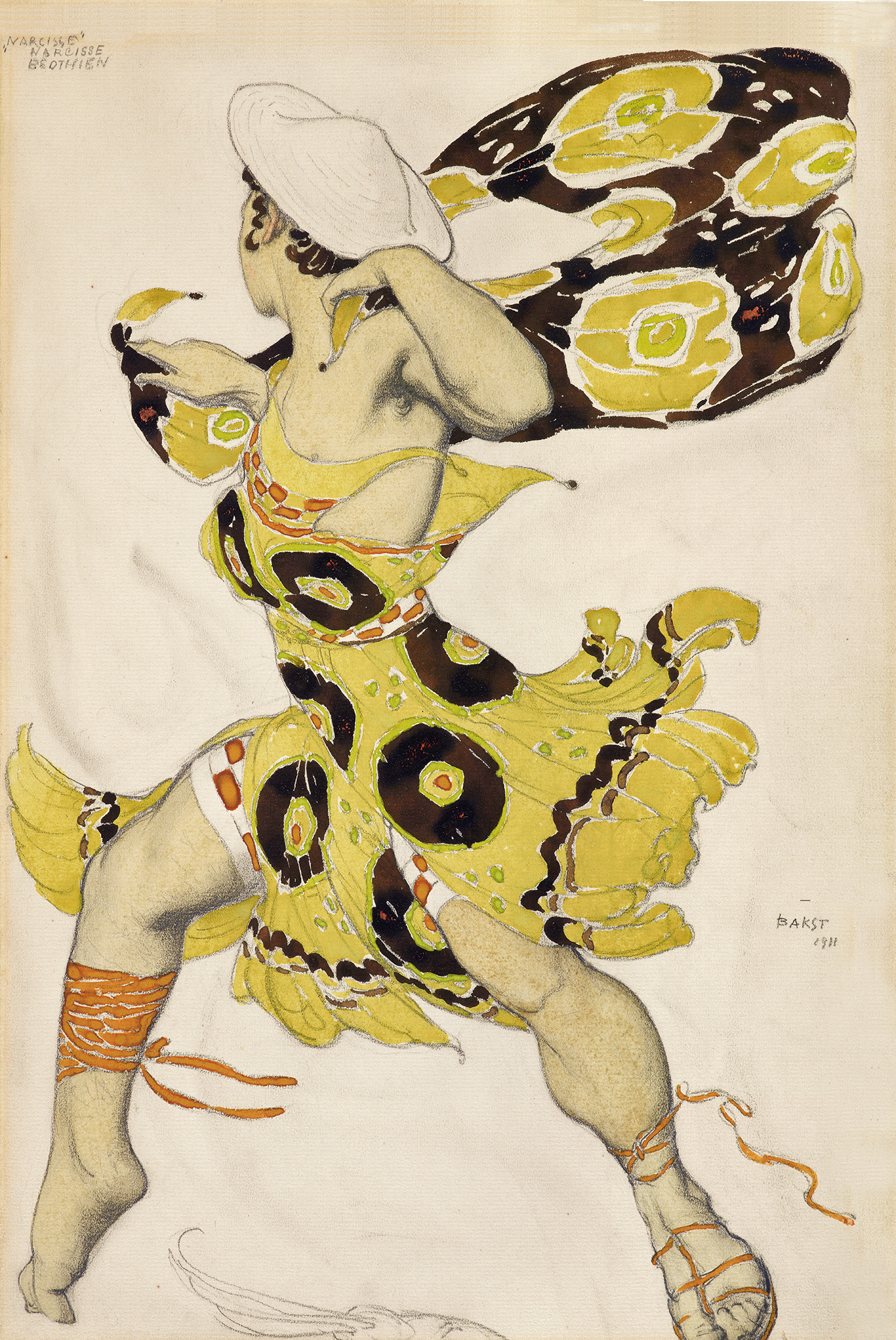
Nárcisz
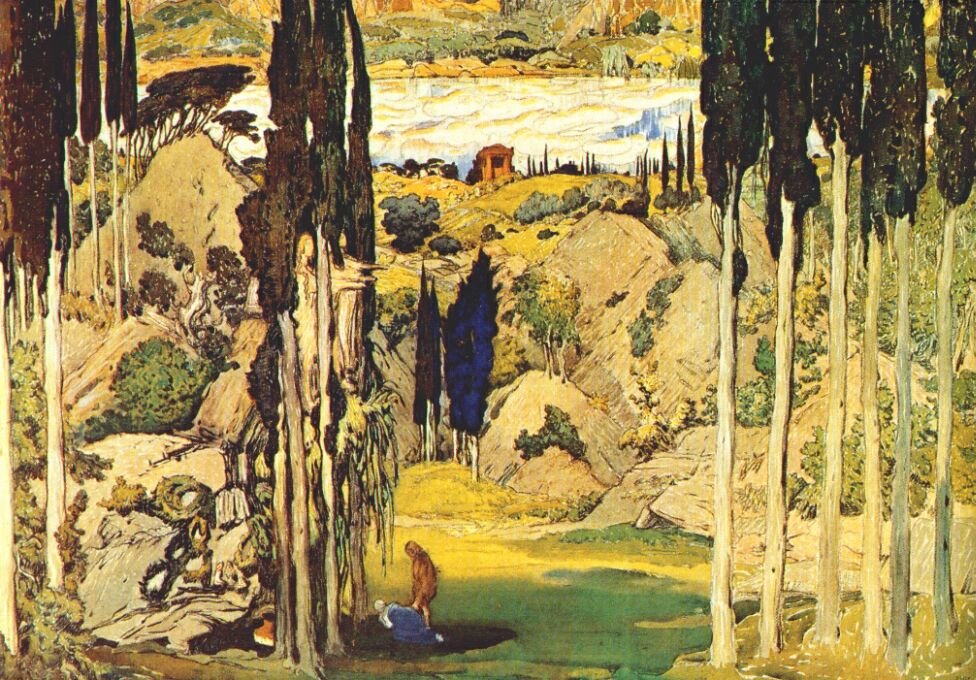
Díszlet Maurice Ravel Daphnisz és Kloé c. balettjéhez (1912)
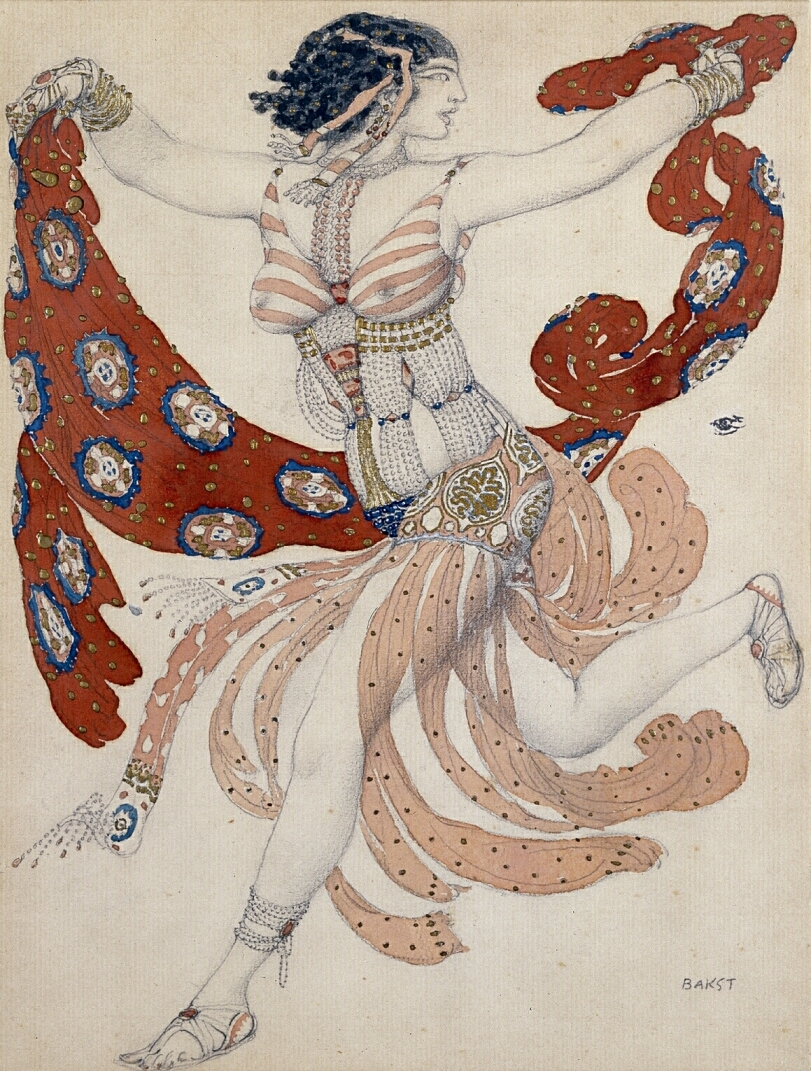
Jelmezterv Ida Lvovna Rubinstein számára (Kleopátra)

### Portrék

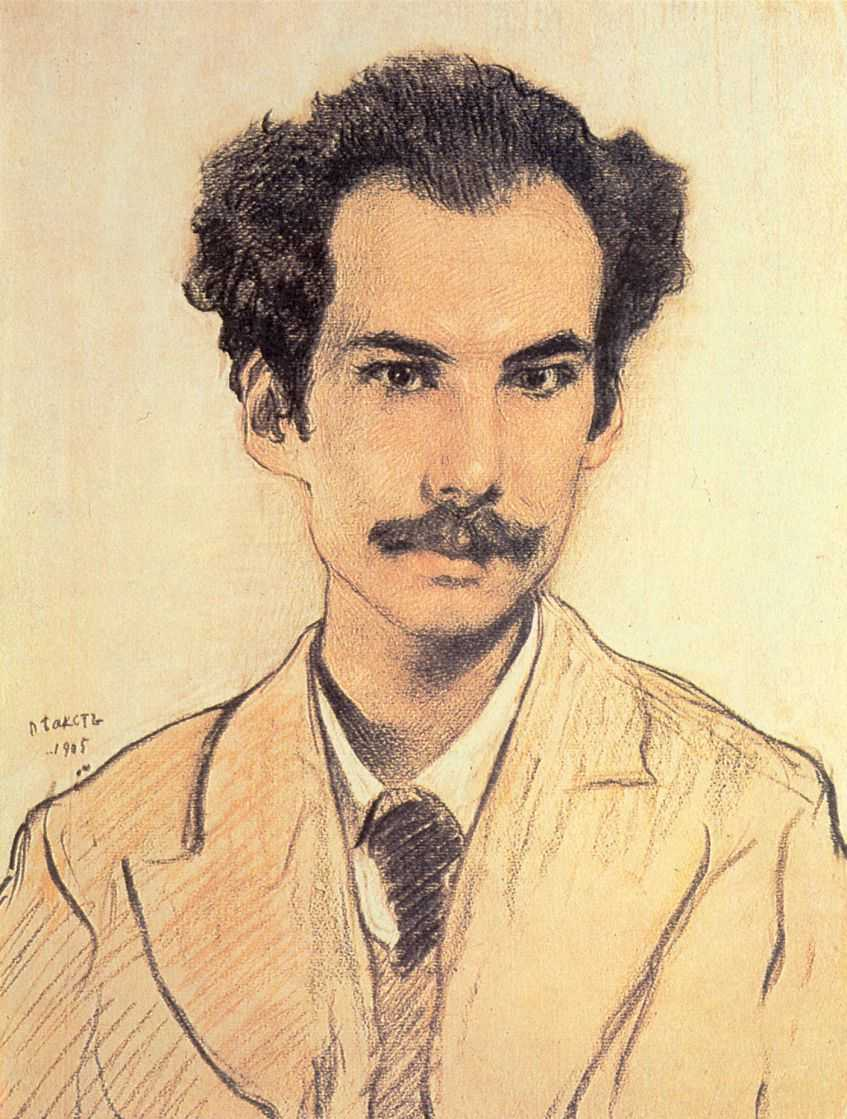
Andrej Belij portréja
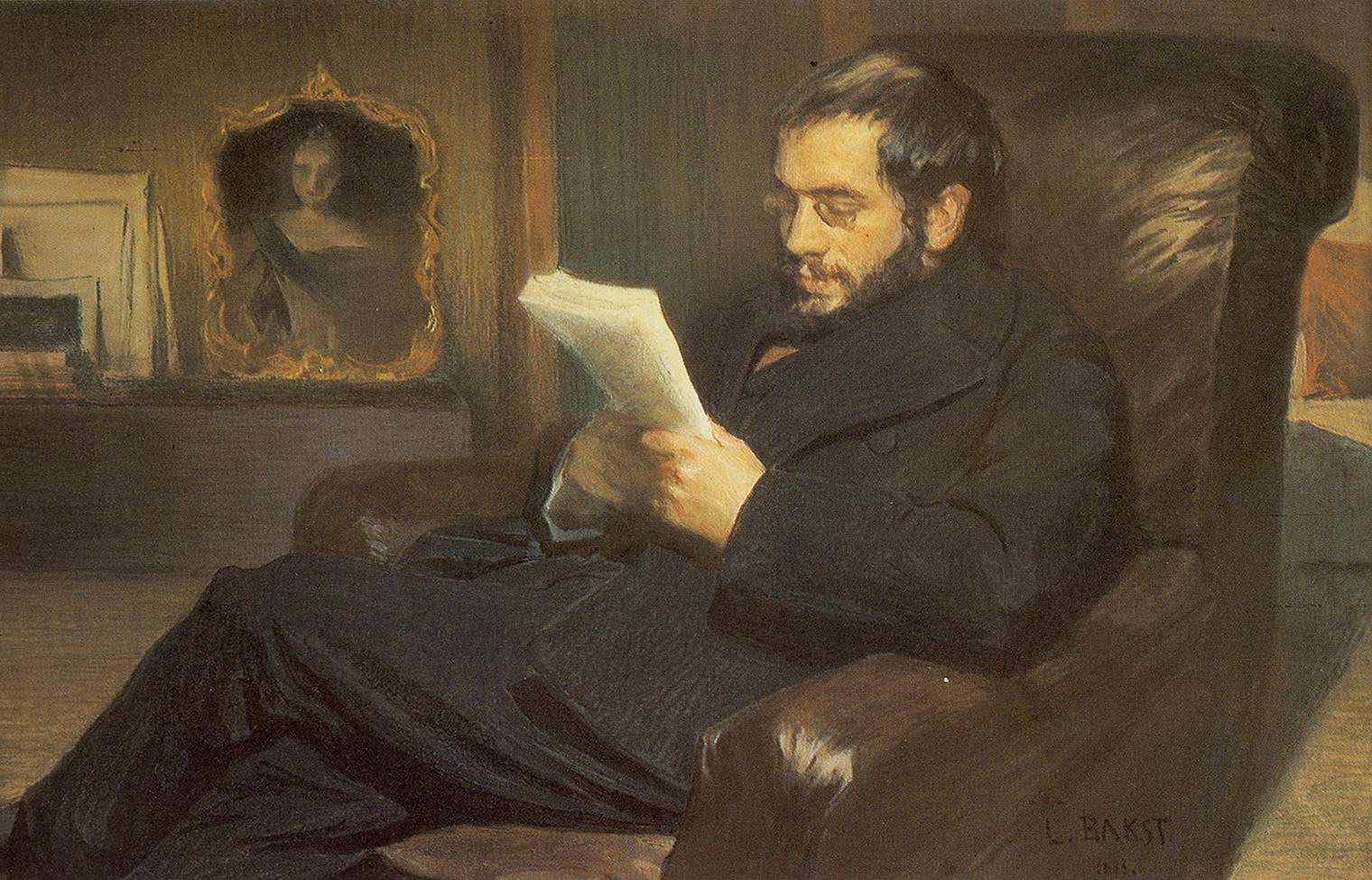
Alekszandr Nyikolajevics Benua portréja
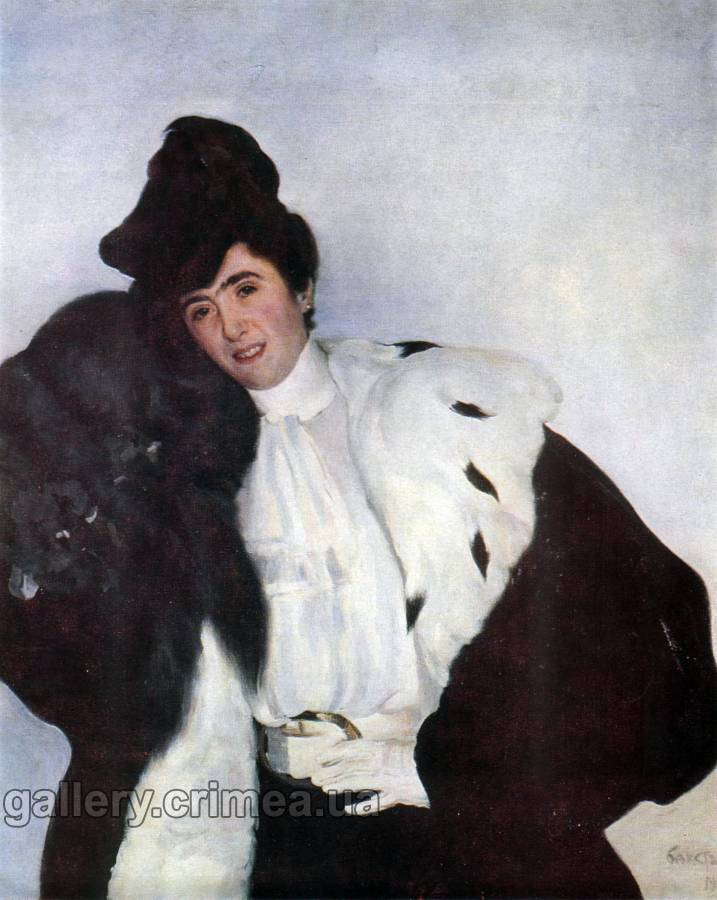
Egy hölgy portréja (1905)
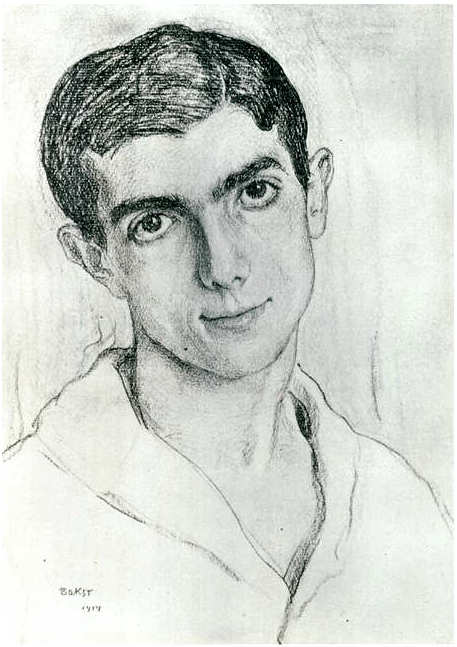
Léonide Massine (Леони́д Фёдорович Мя́син) orosz-amerikai táncos (1914)
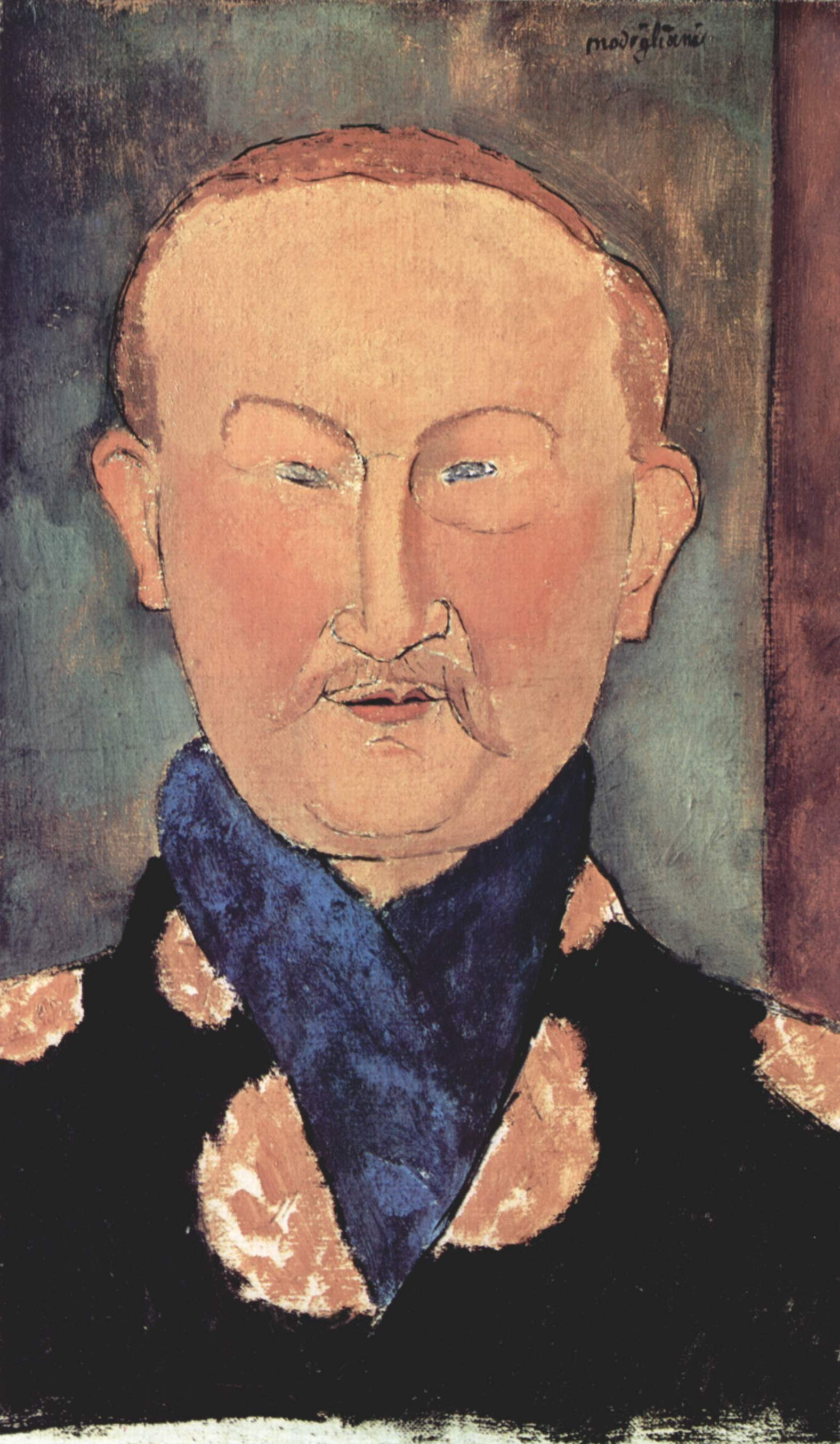
Amedeo Modigliani portréja Bakszt-ról (1917)